# Церковь Святого Павла (Константинополь)
Це́рковь Свято́го Па́вла — доминиканская церковь , построенная в константинопольском предместье Галата в 1233 году. Выделялась среди окружающей застройки своей квадратной колокольней, более свойственной готическим храмам Италии. В течение последующих столетий оставалась в руках генуэзских купцов, многие из которых захоронены в здешней крипте.
В 1407 году была обновлена на средства, выделенные папой римским. В 1475 году обращена в мечеть (без какого бы то ни было архитектурного вмешательства), а в 1492 году передана в ведение изгнанных из Испании мавров, откуда и происходит современное название — Арабская мечеть («Арап-джами»).
Действующая мечеть в современном районе Бейоглу к северу от залива Золотой Рог.

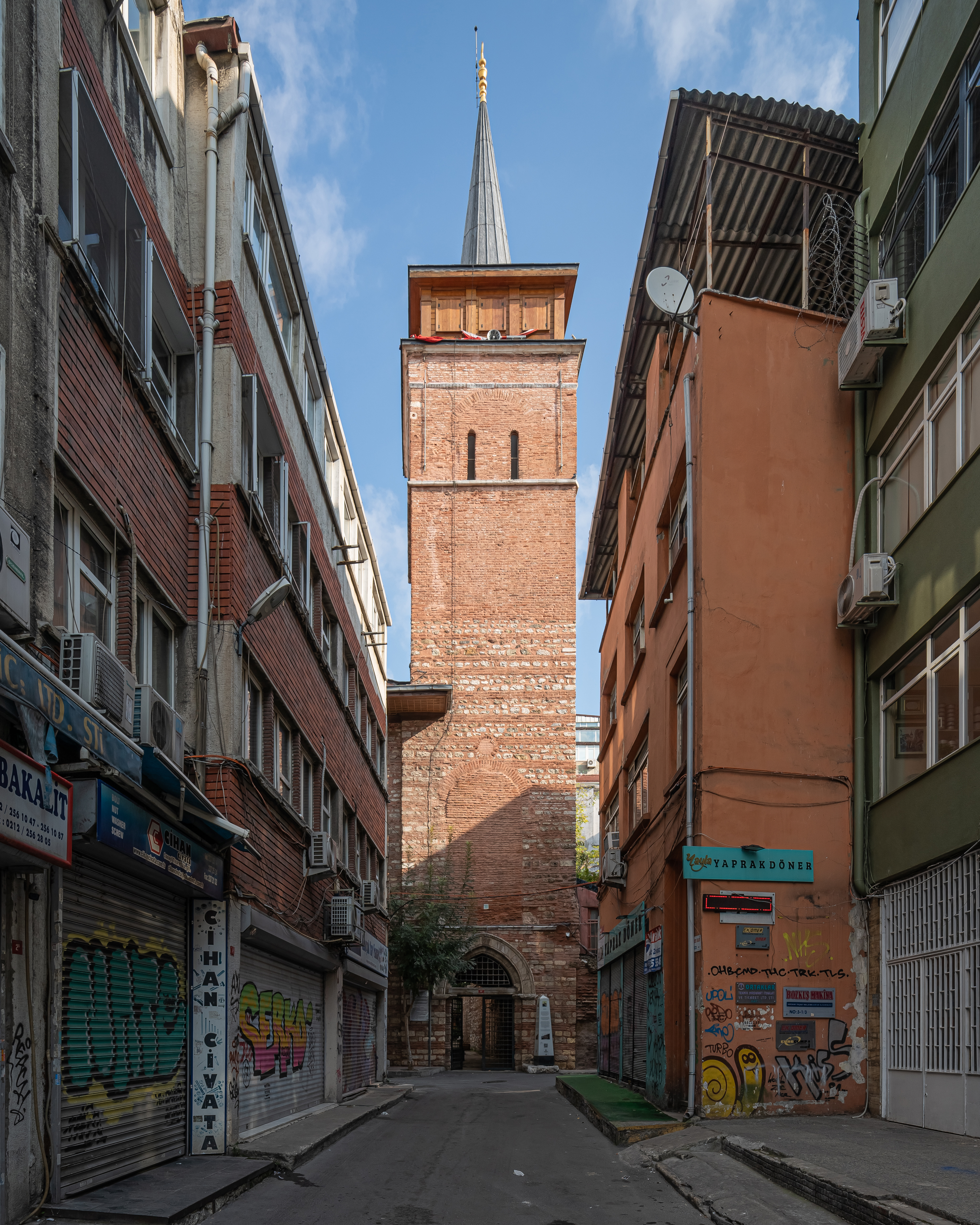
Вид на минарет, первоначально колокольню
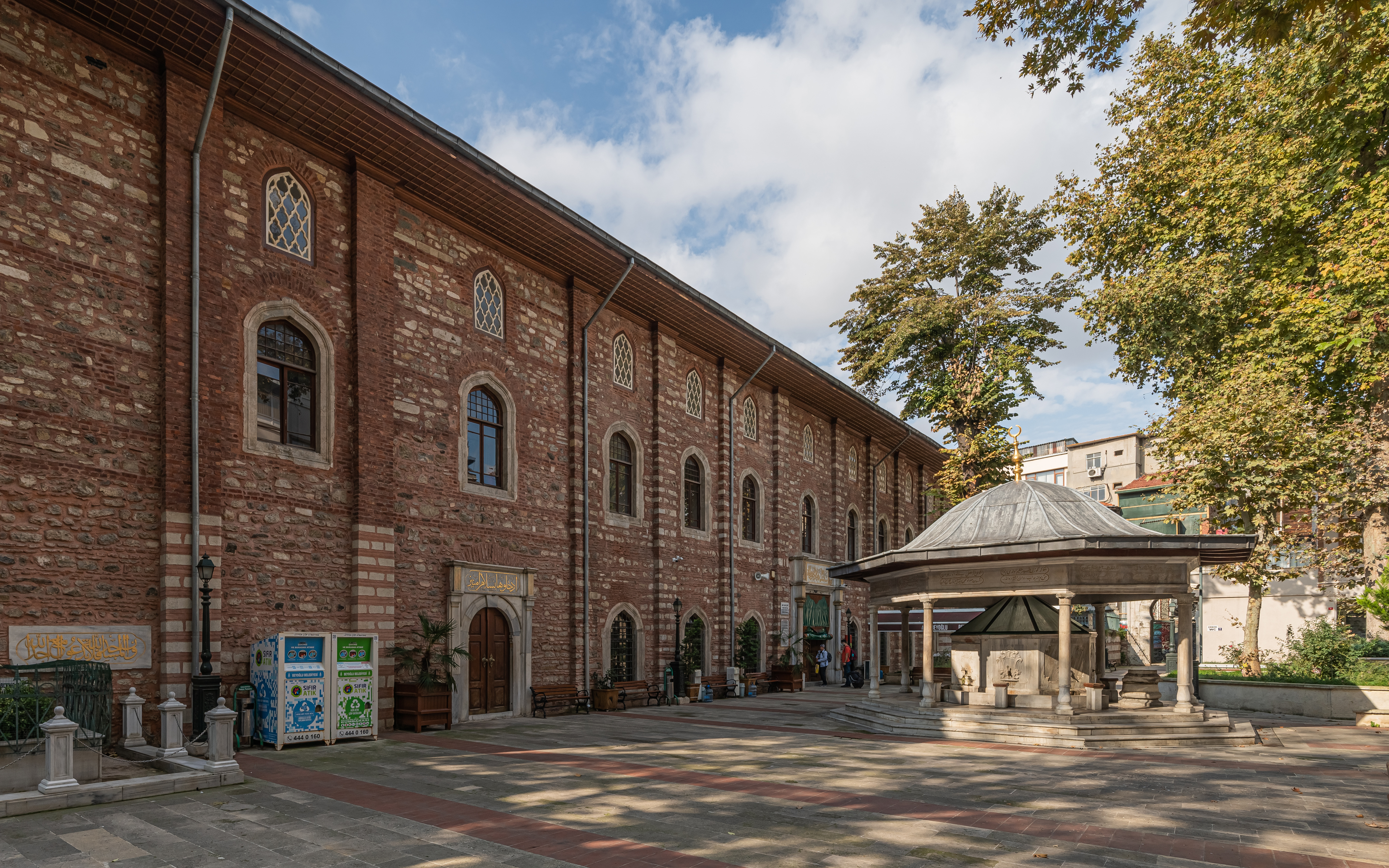
Внутренний двор
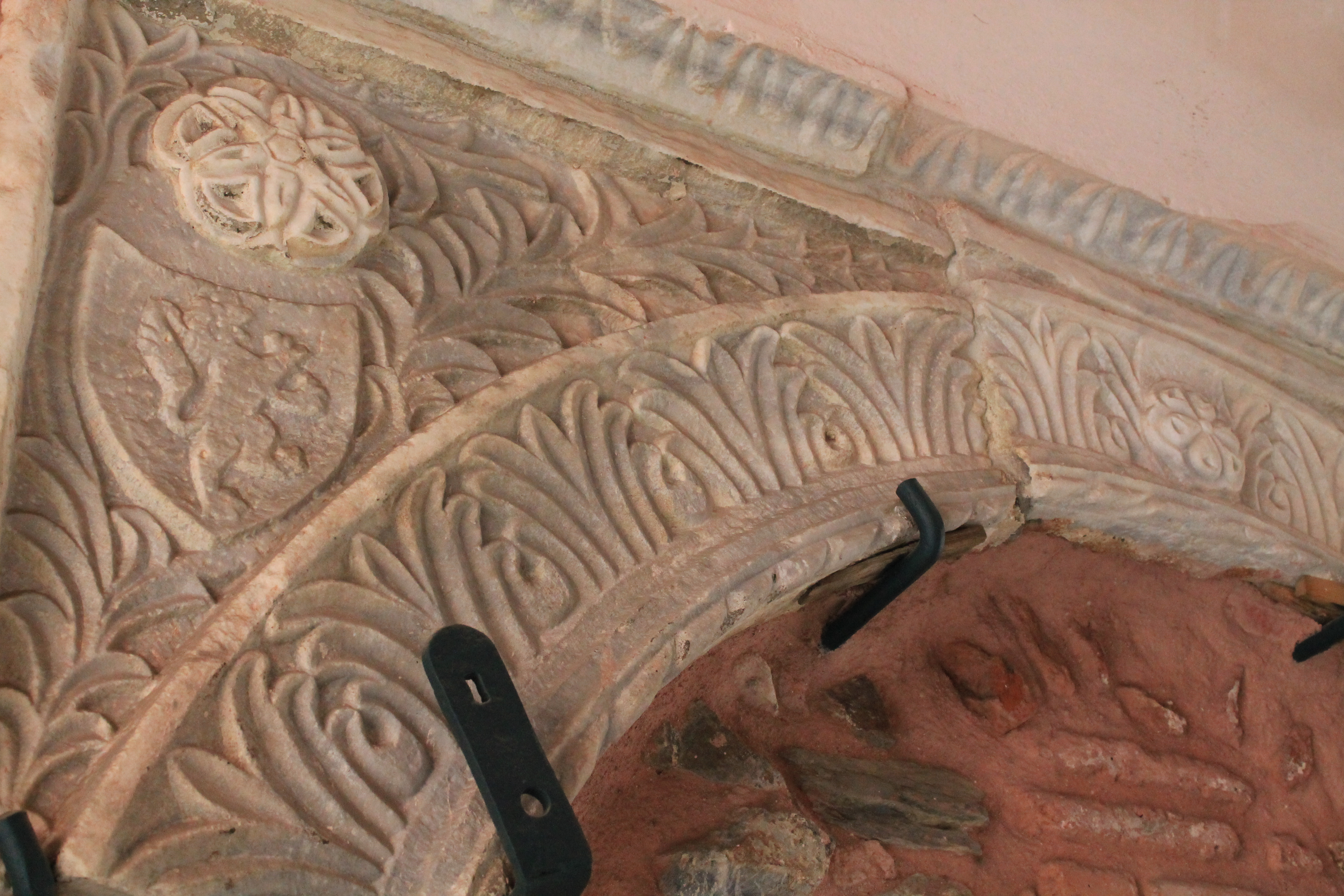
Геральдическая скульптура льва
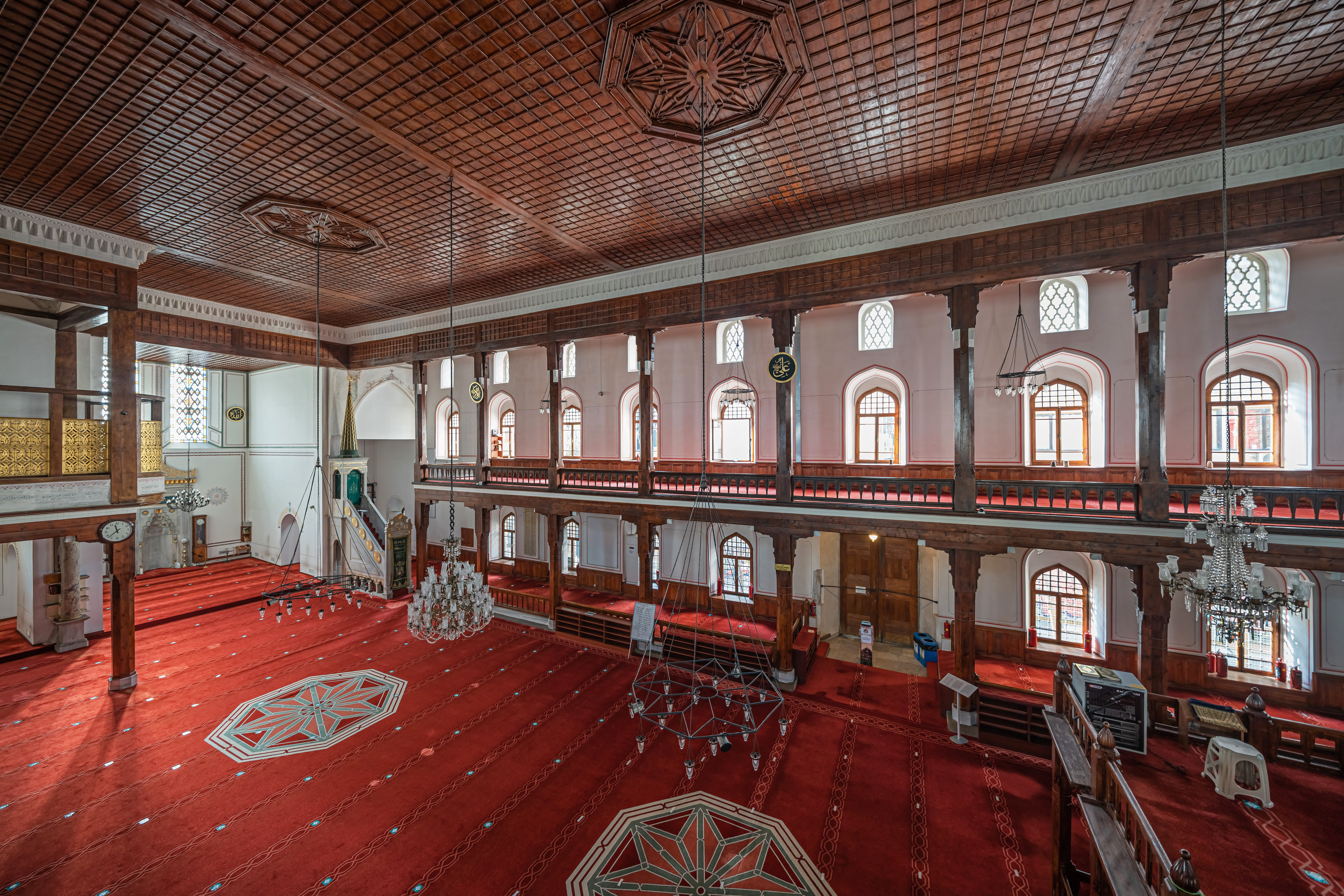
Интерьер
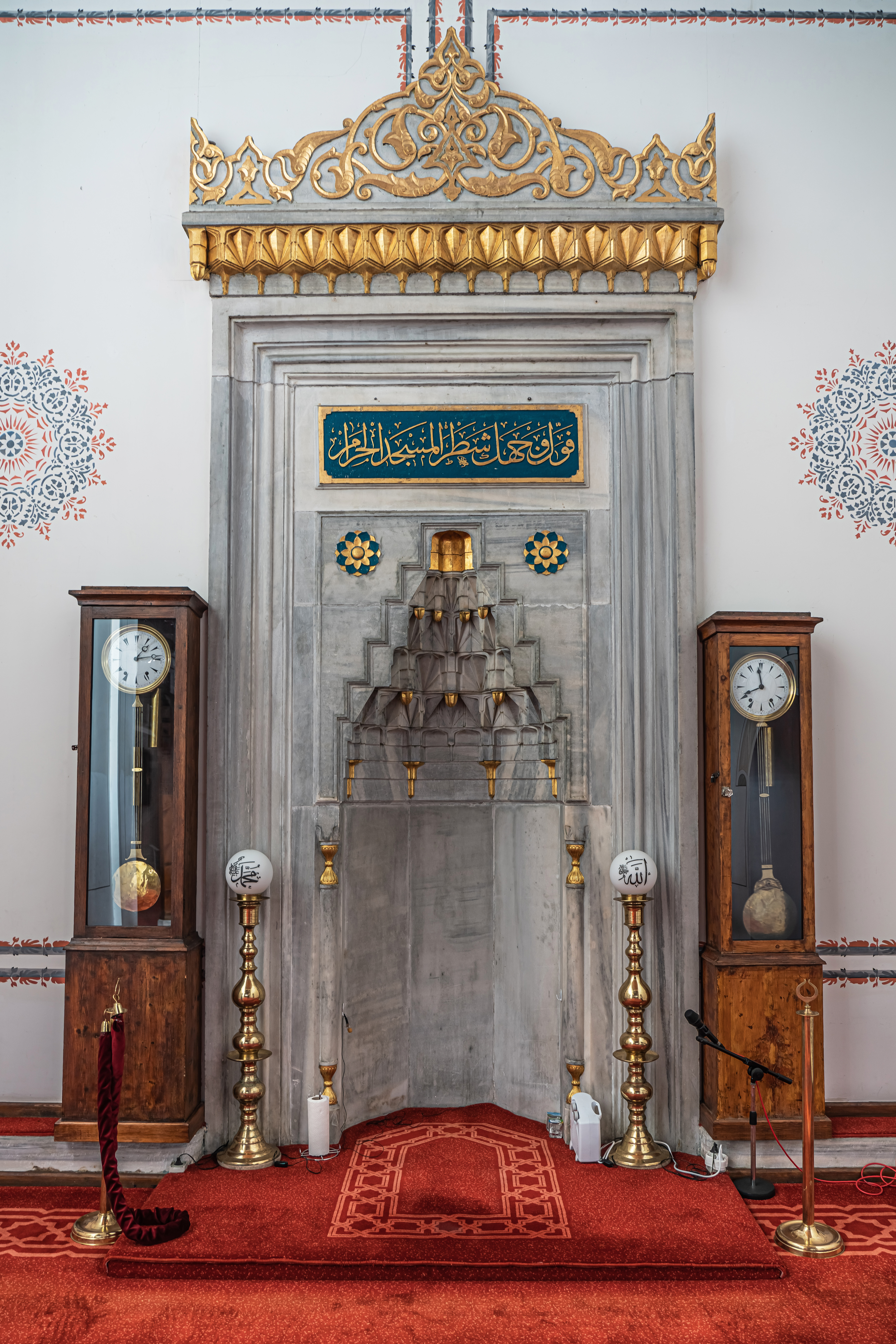
Михраб